# Leptodactylus rhodonotus
Leptodactylus rhodonotus är en groddjursart som först beskrevs av Günther 1869.  Leptodactylus rhodonotus ingår i släktet Leptodactylus och familjen tandpaddor. IUCN kategoriserar arten globalt som livskraftig. Inga underarter finns listade i Catalogue of Life.